# 植松要作
植松 要作（うえまつ ようさく、1931年5月7日 - 1988年1月16日）は、日本の児童文学作家。

## 経歴
山形県北村山郡東根町（現東根市）出身。村山農学校卒。
自身が営む果樹園が第二次世界大戦中に日本軍に接収された。さらに戦後、新たに開墾したリンゴ園はアメリカ軍によって接収された。このため土地の奪還を図るため大高根基地(現：陸上自衛隊神町駐屯地大高根演習場及び在日米軍神町大高根演習場）反対闘争に参加。1961年には、この経緯を共同執筆した児童文学作品である『山が泣いてる』で第1回日本児童文学者協会賞を受賞。『山が泣いている』と誤記されることがある。

## 著書
- 『りんごのうた』 箕田源二郎絵 ポプラ社、しゃかいの絵本 1973年。
- 『学校に馬がやってきた』 横内襄絵 ポプラ社、1975年。
- 『野うさぎ村の戦争』 中島保彦絵 新日本出版社、1977年。
- 『ぎざみみのうさぎ』 岡野和絵 ポプラ社、1980年。 絵本・すこしむかし
- 『さくらんぼひとつ』 打田早苗絵　新日本出版社、1981年。 社会科おはなしえほん
- 『南十字星のみえる島』 箕田源二郎絵 太平出版社、1985年。 戦争があった日のはなし

### 共著
- 鈴木実・高橋徳義、笹原俊雄・槇仙一郎共著『山が泣いてる 少年少女長篇小説』 久米宏一絵 理論社、1960年。

## 注
1. ↑  “在日米軍施設・区域（共同使用施設を含む）別一覧”. 防衛省 (2020年1月1日). 2020年7月23日閲覧。
2. ↑  20世紀日本人名辞典